# Museo Gaspar Rodríguez de Francia

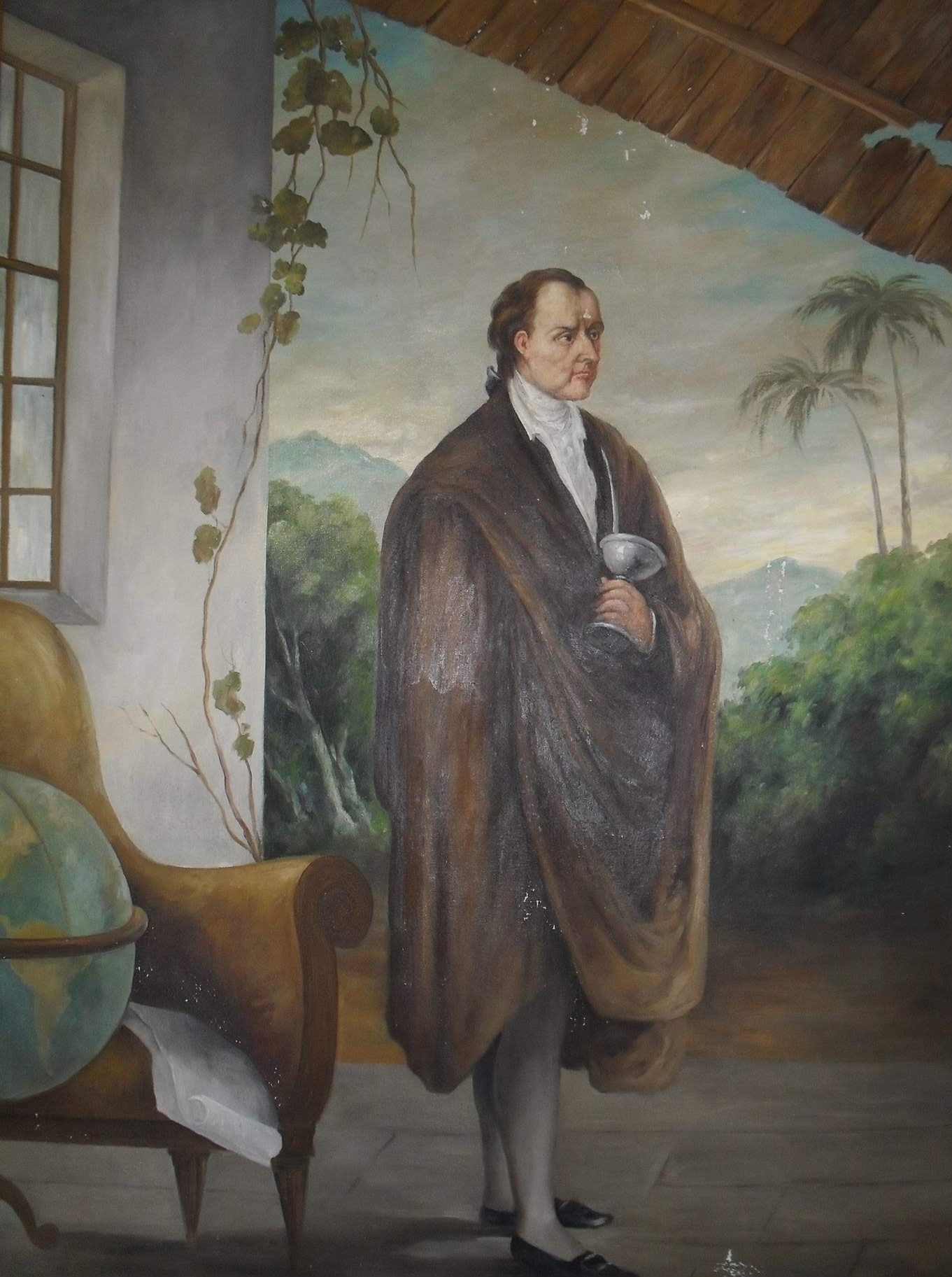
José Gaspar Rodríguez de Francia.

El Museo Histórico Doctor José Gaspar Rodríguez de Francia se halla ubicado en el centro de la ciudad de Yaguarón, en el kilómetro 48 de la Ruta 1, a pocas cuadras de la iglesia.
El acceso al Museo es gratuito.

## Obra delsigloXVIII
El edificio fue construido entre los años 1770 y 1780, la casa colonial fue habitada por el capitán José Engracia García de Francia, nombrado administrador de tabacos en Yaguarón por la Corona española. El militar era padre del doctor José Gaspar Rodríguez de Francia; quien, se supone, de joven acostumbraba pasar sus vacaciones en el pueblo ubicado a 48 km de la ciudad de Asunción, capital de la República del Paraguay.
El 17 de mayo de 1968, el edificio quedó inaugurado como museo histórico, bajo la administración de la Comisión Nacional del Museo de la Casa de la Independencia.

En el año 1984 el Museo, pasó a depender del Ministerio de Educación y Cultura.

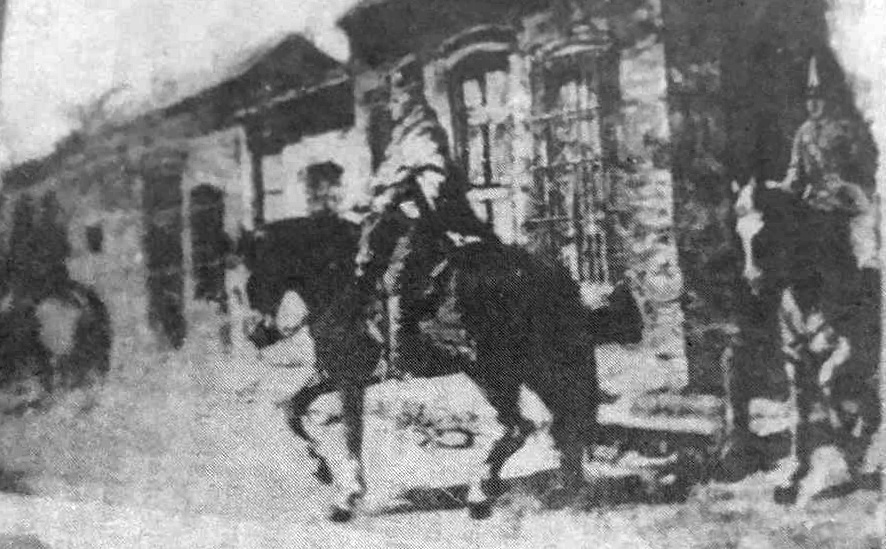
El Dr. Francia montado.

## Local del museo
Sus gruesas paredes son de piedra y adobe, y algunas de las puertas originales funcionan con el sistema de alcayatas.
Tres salas principales y dos contiguas con una galería central que da al amplio patio verde dividen los ambientes.

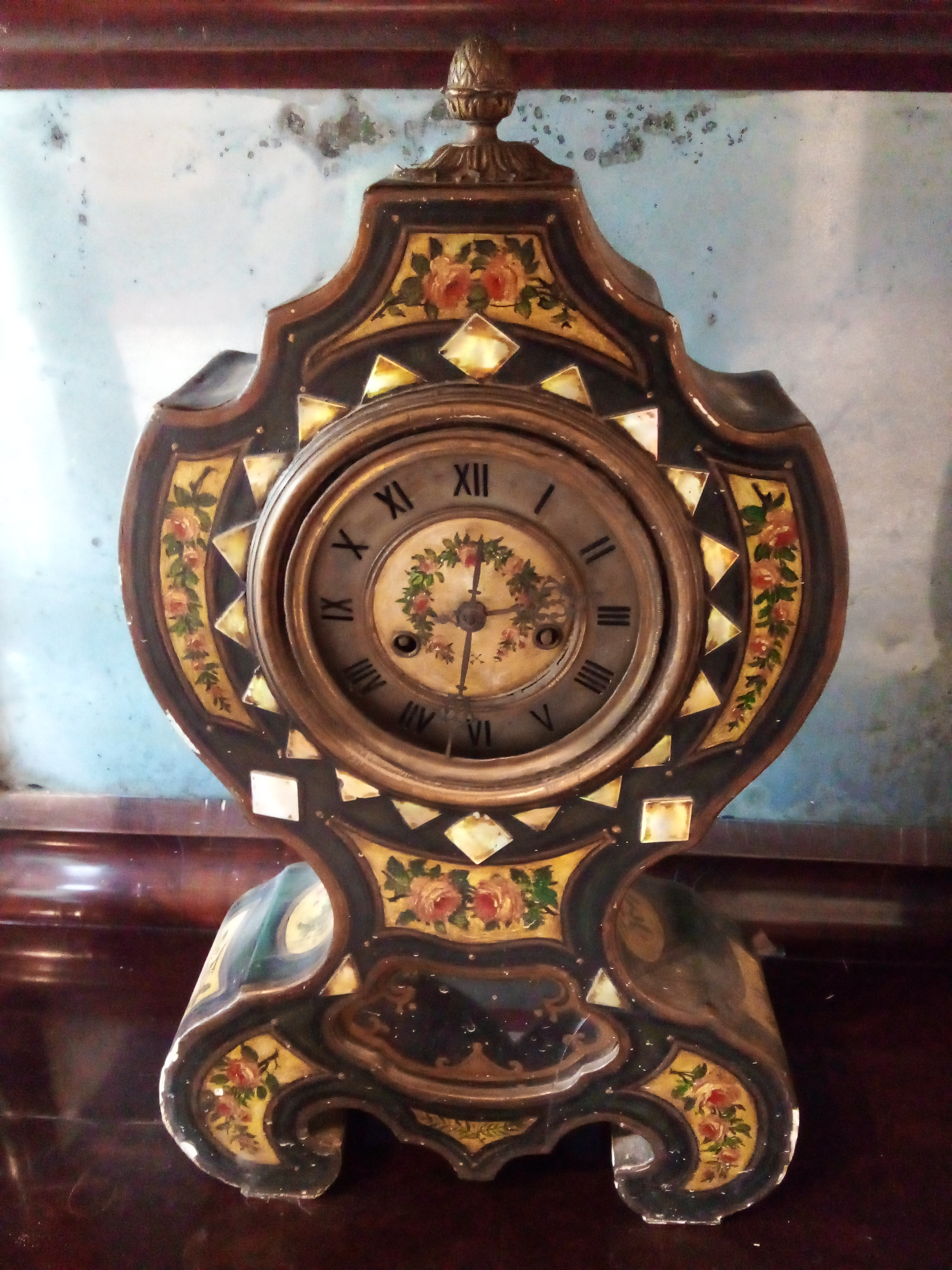
Reloj francés decorado con incrustaciones de madre perla y dibujos florales.

## Distribución de los salones
En la sala de acceso se ubican grandes pinturas de los próceres de la independencia paraguaya como la del capitán Pedro Juan Caballero; en elegante porte y colorido uniforme militar; la del capitán Fulgencio Yegros, altivo montando un caballo pura sangre; Manuel Atanasio Cabañas; y, el Supremo dictador, doctor José Gaspar Rodríguez de Francia, presentado como místico personaje.
También en su interior, existen muebles de origen europeo: como una consola, una cómoda, un sillón y un reloj francés decorado con incrustaciones de madre perla y dibujos florales.
Cuelga sobre el escritorio de la recepción una lámpara española de bronce que daba luz, alimentada con aceite animal.
El segundo salón -sector derecho- está destinado a oratorio. Da cabida a un sagrario proveniente de la primitiva iglesia de Yaguarón, época de Fray Bernardino de Cárdenas (siglo XVII); una mesa de arrimo y tres sillas fraileras con interesantes motivos tallados.
En las paredes se cuelgan pedazos del altar primitivo y a un costado la imagen de madera de la Inmaculada, con delicada policromía del siglo XVIII.

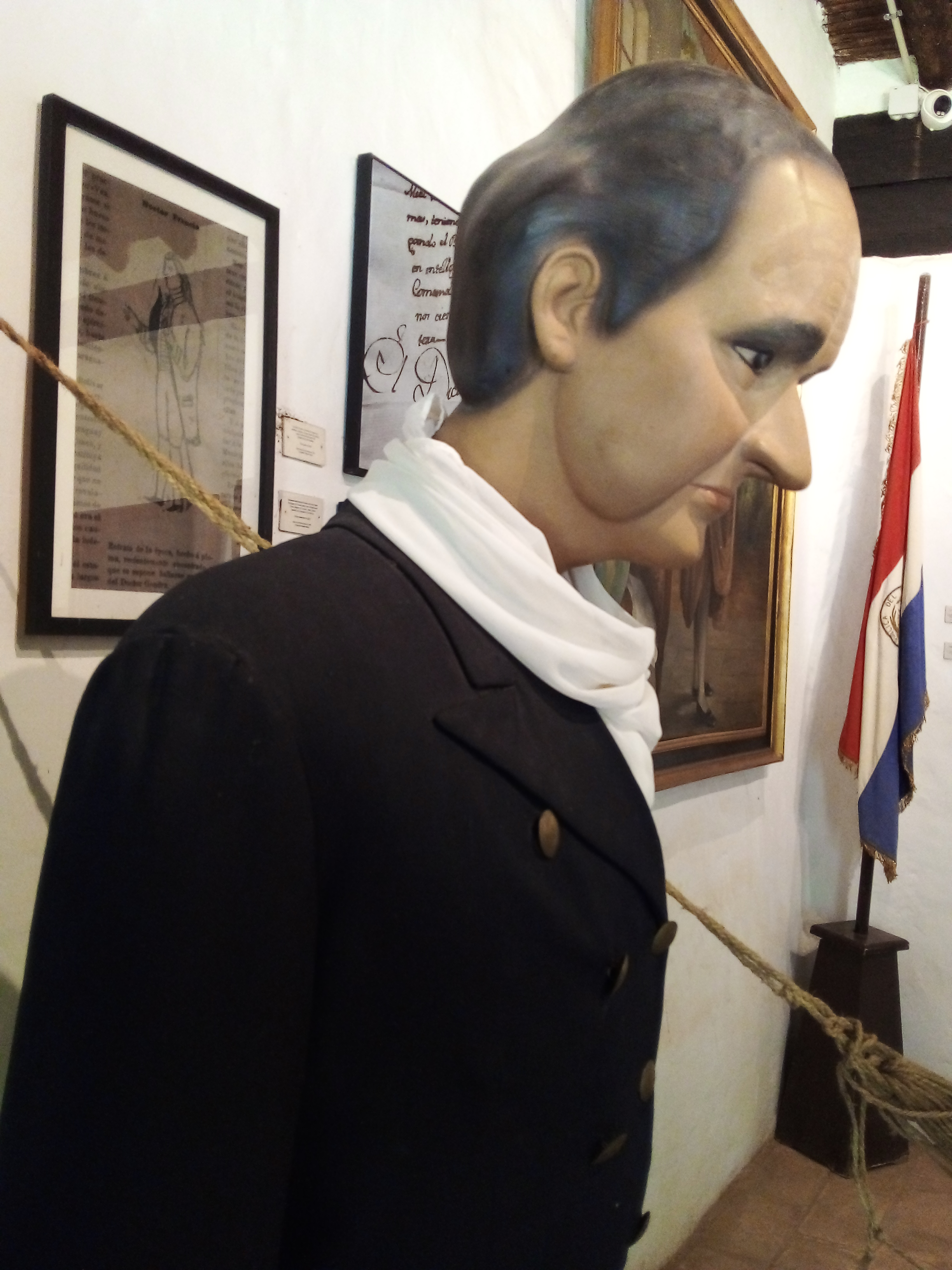
Uno de los maniquíes que representa la vida del Dr. Gaspar Rodríguez de Francia.

En el salón de la izquierda resalta la figura del hombre que gobernó el Paraguay con mano dura entre 1816 y 1840, el Dr. José Gaspar Rodríguez de Francia.

## Etapas de la vida del dictador
Cuatro maniquíes representan etapas de su vida pasada:
- La de estudiante colegial en Monserrat, Córdoba en el año 1782
- Vestido con el uniforme de Alcalde de Primer Voto, en el año 1808
- Al asumir el cargo de gobernante en el año 1816
- Con traje de jinete en los últimos días de existencia, en el año 1840

## Distribución de los objetos en las alacenas
Dos alacenas convertidas en vitrinas exhiben objetos pequeños y vulnerables.

### La primera alacena, la mayor
- Contiene manuscritos originales firmados por el gobernador Joaquín Alós y Brú en 1796, como resoluciones a favor del capitán José Engracia García de Francia, padre de José Gaspar Rodríguez de Francia.
- Una tabaquera de cuero repujado que perteneció al doctor Francia.
- Un arcabuz del tiempo de la Guerra de la Triple Alianza (1865-1870).
- Platería de uso religioso, algunos de ellos fechados en 1703.

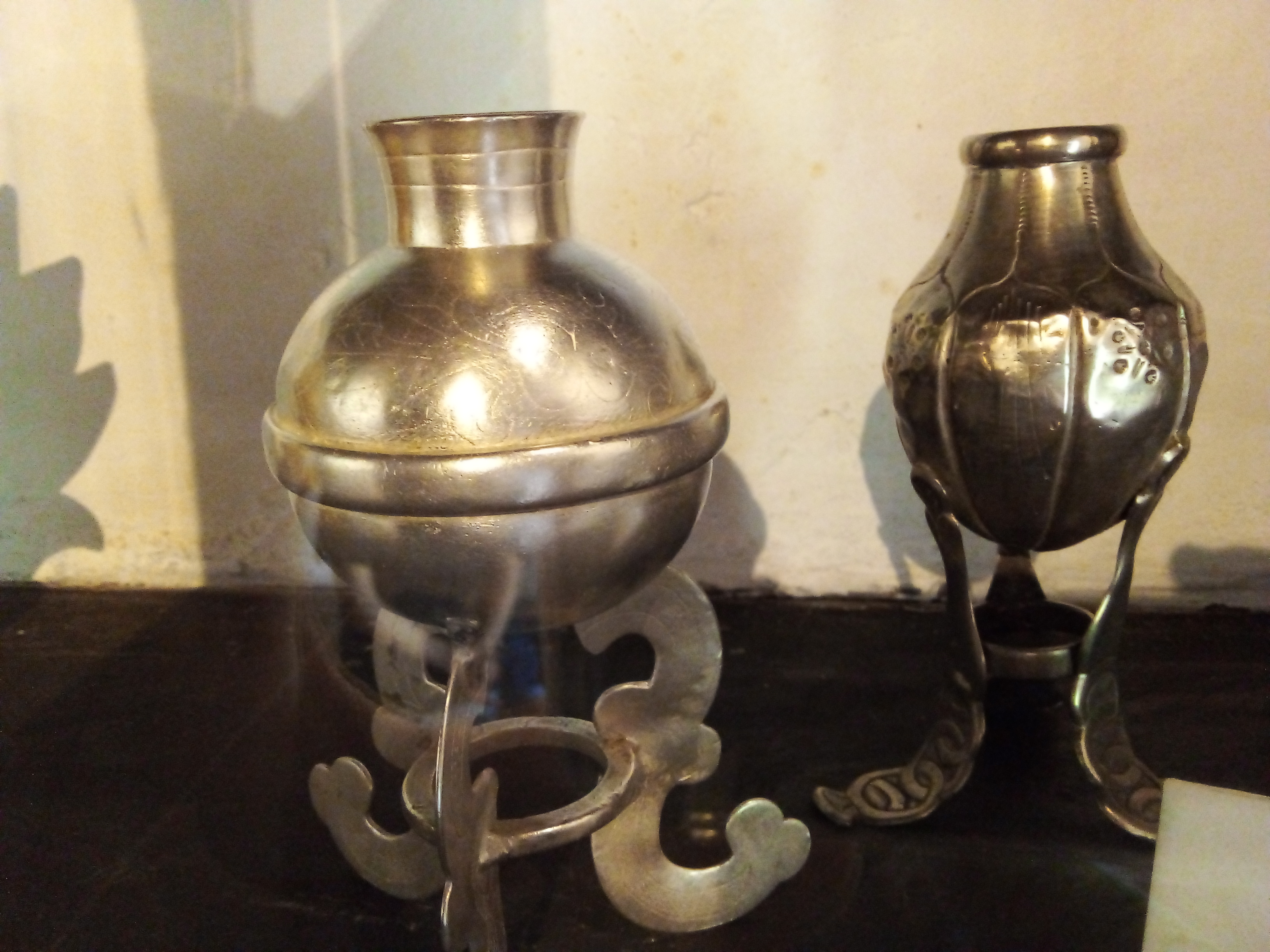
Par de mates, de plata cincelada y burilada.

### La segunda alacena, la menor
Muestra una serie de utensilios hechos en plata: mates, cucharón, lechera y tetera.
Desde dos viejas fotografías, Ubalda García de Cañete y Francisca Cañete de Peña -hija y nieta del Dictador- atraviesan con la mirada el alma de los visitantes que se detienen a observar el óleo de José Gaspar firmado por el pintor Roberto Holden.
En la sala contigua del sector izquierdo, otra alacena guarda cerámicas indígenas y restos de capiteles que correspondían a la iglesia jesuítica de San Ignacio Guazú.
Existe una urna funeraria indígena encontrada en Yaguarón que es considerada un tesoro local, al igual que un óleo sobre tela de un santo del siglo XVIII y una talla franciscana de san Benito, proveniente de Caazapá. Completa el conjunto una silla frailera y una tinajera que en el pasado sostenía cántaros con agua fresca para beber.

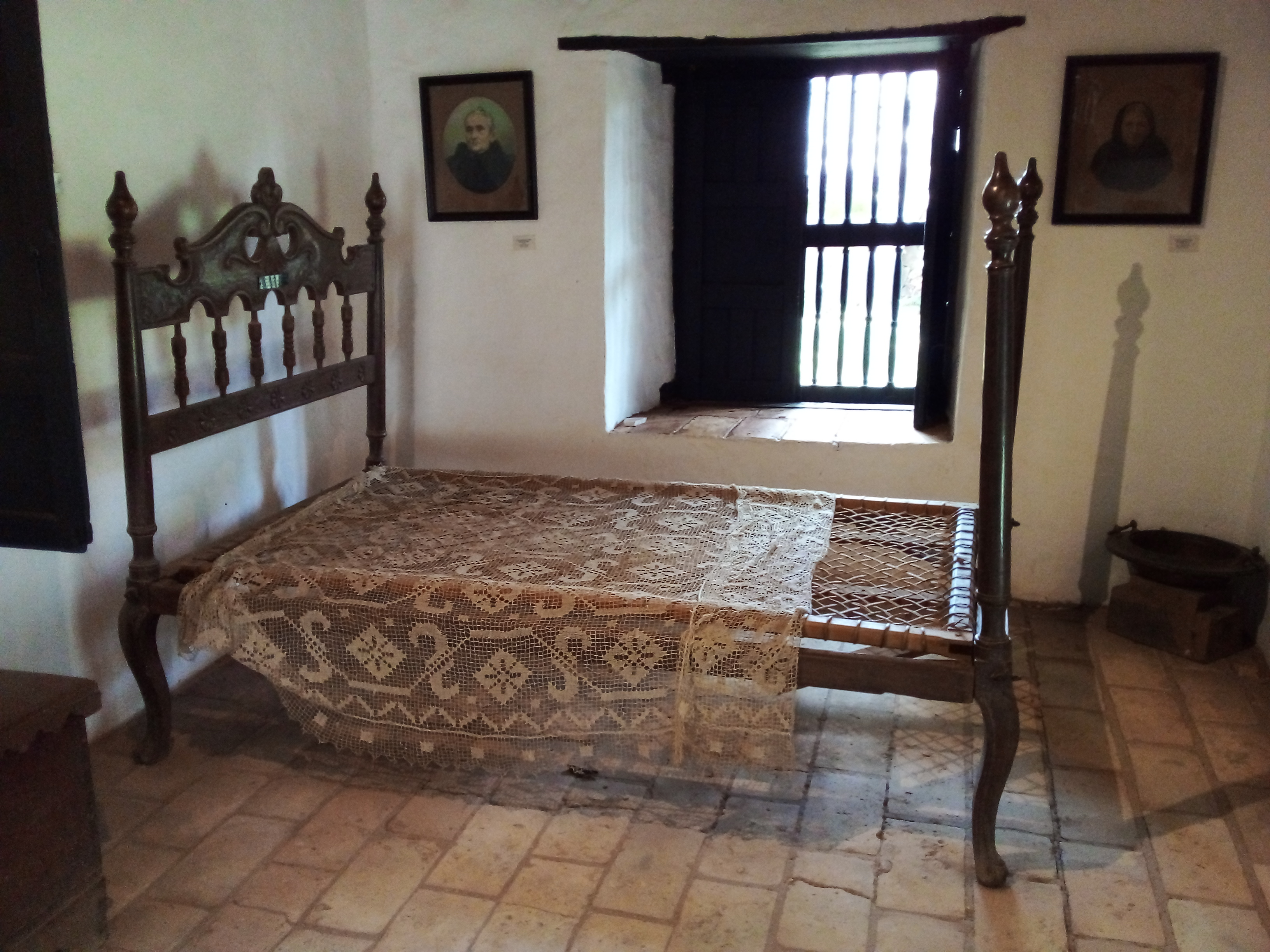
Réplica del dormitorio del Dr. Gaspar Rodríguez de Francia.

## Dormitorio antiguo
La sala posterior del lado derecho recrea un dormitorio de época. Incluye una cama del siglo XVIII, donada por los descendientes de Policarpo Patiño, escriba del Supremo Dictador; dos arcones: uno paraguayo y otro europeo, así como dos pinturas religiosas del Alto Perú.

## Su restauración
Es necesario realizar varios trabajos, con el fin de mantener en condiciones esta valiosa edificación, como por ejemplo las rajaduras en las gruesas paredes de adobe y piedra evidencian cierto grado de abandono del antiguo caserón. También el mobiliario y las pinturas requieren de trabajos de restauración.
Riquísimo patrimonio cultural que sería deseable que se restauraran las pinturas y se las iluminaran adecuadamente, estos cuadros son un orgullo para la humanidad.
También emotivos elogios abundan en las amarillentas páginas de los álbumes que se acumulan en la oscuridad de un antiguo baúl.